# تالار الیس تالی
تالار اِلیس تالی (به انگلیسی: Alice Tully Hall) تالار کنسرت در مرکز هنرهای نمایشی لینکلن برای هنرهای نمایشی واقع در شهر نیویورک می باشد. این سالن به دلیل کمک های مالی الیس تالی خواننده، مروج موسیقی و نیکوکار به نام او نامگذاری شده است. تالار الیس تالی در داخل مدرسه جولیارد بر اساس سبک معماری زبره‌کاری توسط آرشیتکت مشهور Pietro Belluschi طراحی و در سال ۱۹۶۹ افتتاح گردید. این تالار از ابتدای افتتاح میزبان اجراهای متعدد و رویدادهای مهمی، از جمله فستیوال فیلم نیویورک بوده است. این تالار دارای ۱۰۸۶ صندلی می باشد.
به عنوان بخشی از پروژه توسعه خیابان ۶۵ام مرکز لینکن ، در سال ۲۰۰۹ مدرسه جولیارد و تالار الیس تالی مورد توسعه و نوسازی عمده توسط استدیو معماری Diller Scofidio + Renfro و FXFOWLE قرار گرفتند. در این پروژه ساختمان ها با بهره گیری از مواد داخلی جدید، فناوری‌های جدید هنری و به روز رسانی تجهیزات برای نمایش و اجرای کنسرت، فیلم، تئاتر، و رقص توسعه یافتند.

## تاریخچه
قبل از ساخته شدن تالار الیس تالی ، بیشتر اجراهای موسیقی شهر نیویورک در تالار شهر (The Town Tall) که در سال ۱۹۲۱ افتتاح شده بود برگزار می شد. مؤسس مرکز لینکن آرزو داشت که در مجموعه خود تالاری مخصوص موسیقی داشته باشد. قبل از آغاز ساخت و ساز در مرکز لینکلن ، معماران فضای یک سالن موسیقی در زیرزمین سالن فیلارمونیک (که به تالار آوری فیشر تغییر نام یافت ) را در نظر گرفته بودند. با این حال ، مدرسه جولیارد به یک تالار کنسرت موسیقی با اندازه های یک تالار موسیقی مجلسی نیاز داشت ، بنابراین مرکز لینکن تصمیم به ساخت یک تالار در ساختمان جولیارد گرفت. ساخت و ساز در ساختمان جولیارد در تاریخ ۱۹۶۵ آغاز شد. هزینه ساخت تالار موسیقی مجلسی ۴٫۲ میلیون دلار بود که تمامی این هزینه با کمک های مالی الیس تالی که حامی موسیقی مجلسی بود ، پرداخت شد.
این تالار توسط معمار Pietro Belluschi با همکاری معماران Eduardo Catalano و Helge Westermann طراحی شد. طراحی صداشناسی یا آکوستیکی سالن را نیز Heinrich Keilholz انجام داد. شخص الیس تالی در طراحی داخلی سالن نقش مؤثری را ایفا کرد. پاتریک مکگینس مدیر سابق تالار در مصاحبه سال ۱۹۹۲ در این رابطه گفت : « او خیلی خیلی در آنچه که میخواست در تالاری که نام او بر آن بود و انتخاب رنگ ها دقیق و خاص بود». تالی در کافی بودن فضای بین صندلی ها اصرار زیادی داشت و راحتی تمام افرادی که با قد های مختلف به کنسرت می آیند را در نظر داشت.
تالار الیس تالی در ۱۱ ستامبر ۱۹۶۹ افتتاح شد. در شب افتتاحیه کنسرت جدید انجمن موسیقی مجلسی مرکز لینکلن به نمایش گذاشته شد.